# NGC 6105
NGC 6105 est une galaxie lenticulaire située dans la constellation de la Couronne boréale. Sa vitesse par rapport au fond diffus cosmologique est de 8 823 ± 4 km/s, ce qui correspond à une distance de Hubble de 130,1 ± 9,1 Mpc (∼424 millions d'al). NGC 6105 a été découverte par l'astronome français Édouard Stephan en 1880.
Aucun bras spiral n'est visible sur l'image obtenue des données du relevé SDSS (voir l'encadré ci-contre à droite), aussi, malgré la classification de spirale barrée (SBa) par trois sources consultées, la classification de galaxie lenticulaire (S0) préconisée par la base de données NASA/IPAC décrit mieux cette galaxie. Il faudrait cependant ajouter la caractéristique barrée, car une barre traversant le centre de NGC 6105 est clairement visible. On pourrait aussi dire raisonnablement qu'elle présente un anneau externe, comme indiqué par la base de données HyperLeda.
NGC 6105 une galaxie active de type Seyfert 1.5.
À ce jour, une mesure non basée sur le décalage vers le rouge (redshift) donne une distance d'environ 129,000 Mpc (∼421 millions d'al). Cette valeur est à l'intérieur de la distance de Hubble.